# Wolfgang Lüdecke
Wolfgang Lüdecke (* 20. Jahrhundert; Schreibweise auch: Wolfgang Luedecke) ist ein deutscher Sänger christlicher Musik vom Neuen Geistlichen Lied bis hin zu christlicher Popmusik der 1980er Jahre. 

## Leben
Ende der 1970er Jahre kam Lüdecke zum derzeit stark musikalisch fokussierten Missionswerk Janz Team und beteiligte sich zunächst als Solist bei Konzeptprojekten von Jack Stenekes und Paul Hofrichter. Sein Debütalbum erschien 1979 im Janz Team Label Gern gehört unter dem Titel Ein neuer Tag. In den 1980er Jahren veröffentlichte er außerdem im Gesangsduo mit seiner Frau zwei Alben unter dem Titel Heidi & Wolfgang sowie Mein Leben ist Gnade. Das Ehepaar leitete ferner das missionswerkeigene Ferienhaus Palmgarten. Während dieser Zeit trat Lüdecke im gesamten deutschsprachigen Raum zu Konzerten sowie im Rahmen der Janz-Team-Großevangelisationen auf. Mitte der 1990er Jahre erschien sein letztes Soloalbum unter dem Titel Jeden Tag, jeden Schritt. Unter Wolfgang & Andreas erschien 1995 das Kollaborationsalbum Licht & Schatten, das neben Lüdecke auch die Stimme seines Keyboarders Andreas Bührer präsentierte. Nach über zwanzig Jahren beendeten Lüdecke und das Janz Team bald darauf die Zusammenarbeit aus privaten Gründen.

## Diskografie

### Solo
- Ein neuer Tag. (Gern gehört, 1979)
- Geboren, um glücklich zu sein. (Gern gehört)
- Jeden Tag, jeden Schritt. Wolfgang unterwegs. (Janz Team Music)

### Heidi und Wolfgang
- Heidi und Wolfgang. (Gern gehört)
- Mein Leben ist Gnade. (Gern gehört)

### Wolfgang und Andreas
- Licht und Schatten. (Janz Team Music, 1995)

### Kollaborationen
- Der Felsen steht fest. (mit Janz Team Evangelisationschor)

### Mitwirkung
- Wunschlieder 2. (Gern gehört, 1978)
- Galatia. Musical von Paul Hofrichter. (Gern gehört)
- Aus Dankbarkeit. Ein Musical von Jack Stenekes. (Gern gehört, 1979)
- Wunschlieder 4. (Gern gehört, 1980)
- Wunschlieder 5. (Gern gehört, 1981)
- Wunschlieder 6. (Gern gehört, 1982)
- Wunschlieder 7. (Gern gehört, 1983)
- Bald kommt der Tag. Männer loben Gott. (Gern gehört, 1984)
- Anbetung 1. (Gern gehört, 1986)
- Komm, du Friede. Weihnachtslieder. (Janz Team Music)
- Anbetung 2. Lobpreis und Freude. (Janz Team Music, 1989)
- Gottes Liebe leuchtet. Die schönsten Wunschlieder. (Janz Team Music, 1995)
- Family-Album (Janz Team Music, 1996)

### Compilation
- Wolfgang Lüdecke: Meine Freude bist du. Eine Sammlung der beliebtesten Lieder. (Janz Team Music, 1997)